# Заднее (озеро, Онежский район)
Заднее — пресноводное озеро на межселённой территории Онежского района Архангельской области.

## Общие сведения
Площадь озера — 1,4 км². Располагается на высоте 164,5 метров над уровнем моря.
Форма озера продолговатая: оно более чем на два километра вытянуто с северо-запада на юго-восток. Берега каменисто-песчаные, преимущественно заболоченные.
Из юго-восточной оконечности озера вытекает безымянная протока, впадающая в озеро Монастырское, через которое протекает река Илекса, впадающая, в свою очередь, в Водлозеро.
Острова на озере отсутствуют.
Населённые пункты и автодороги вблизи водоёма отсутствуют.
Код объекта в государственном водном реестре — 01040100311102000019183.